# ليفانغر
ليفانغر (بالنرويجية: Levanger) هي مدينة وبلدية في مقاطعة نور تروندلاغ، النرويج. المركز الإداري للبلدية هي مدينة ليفانغر، وبها العديد من القرى الأخرى.
تبلغ مساحة المدينة 5.74 كيلومتراً مربعاً، وتعداد سكانها (في 1 يناير 2016) حوالي 9,745 نسمة. أي أن الكثافة السكانية تعادل 1,555 نسمة لكل كيلو متر مربع. وقد حصلت البلدة على تصنيف مدينة منذ عام 1997.

## شعار النبالة
مُنح شعار النبالة في 25 نوفمبر 1960، وهو عبارة عن حصان ذهبي اللون على خلفية حمراء. والحصان رمز المدينة باعتبارها مركزاً تجارياً رئيسياً بين السويد والنرويج لعدة قرون. والشعار لم يتغير بعد إضافة بلديات أخرى إلى ليفانغر (حيث لم يكن لديها شعار نبالة خاص بها).

## الاقتصاد
بُني أول مصنع لشركة نورسك سكوج (Norske Skog) - أكبر شركة لإنتاج الورق في العالم - في سكوجن، جنوب ليفانغر. وقد بدأ هذا المصنع إنتاجه في عام 1966 ومازال يعمل حتى اليوم، حيث يوفر 530 وظيفة بالإضافة إلى 1,900 وظيفة مرتبطة في أعمال النقل والتحريج. كما تضم ليفانغر أراضٍ تُعد من أفضل المناطق الزراعية في تروندلاغ، وبالمدينة منطقة تجارية مزدهرة خاصةً حول مركز التسوق الرئيسي (Magneten).

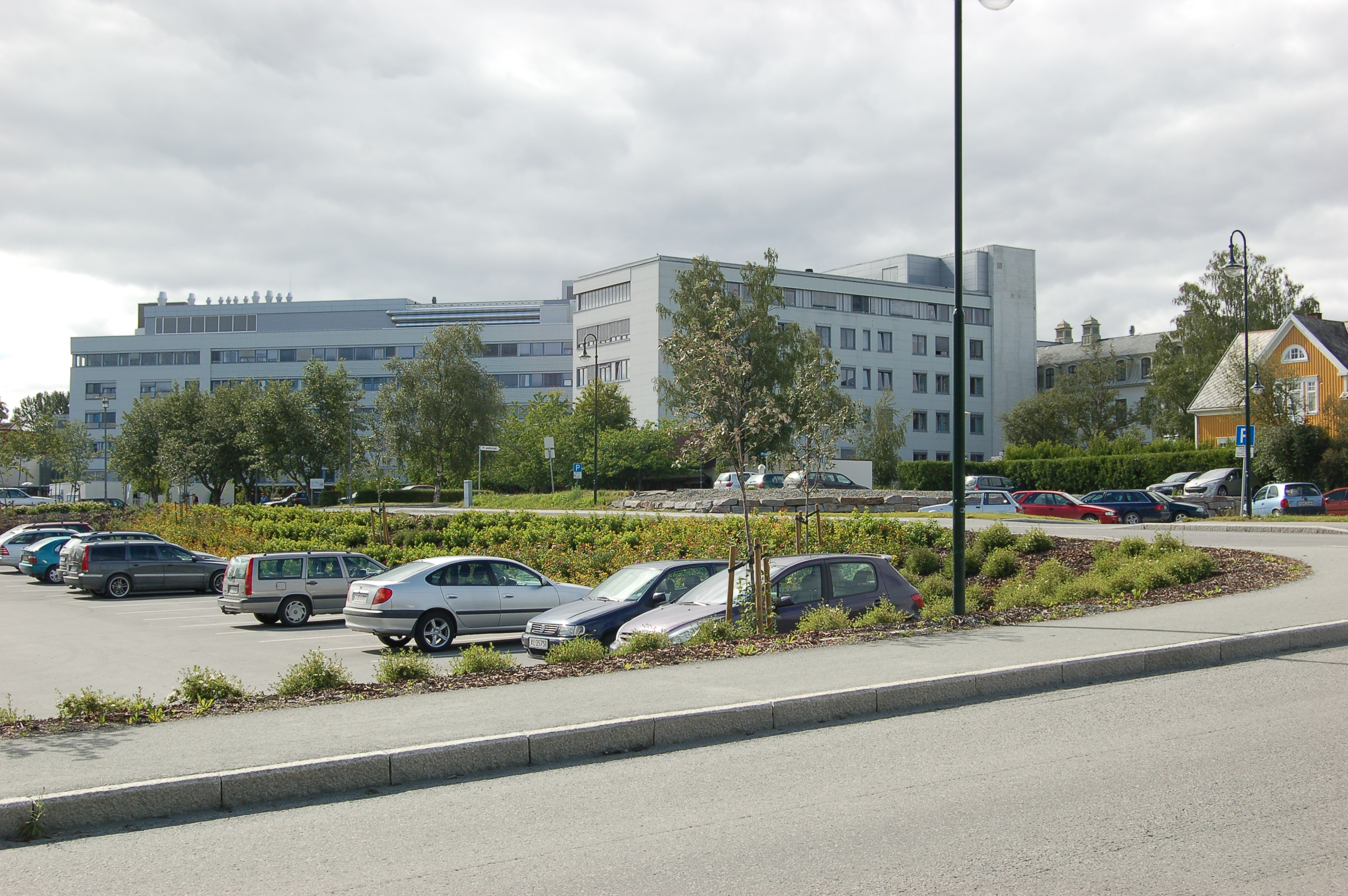
مستشفى ليفانغر

## أعلام
- لارس بيرغر
- تينا سفينسون
- مارتن أغارد
- بير ساندبرغ
- ليف هالس
- أول بيرغ